# 라파누이어
라파누이어(Rapa nui) 또는 파스쿠아어는 이스터 섬의 원주민인 라파누이인들이 사용하는 동 폴리네시아어계의 언어이다.

## 옛 라파누이어
유럽인이 오기 이전의 옛 라파누이어는 알려진 바가 거의 없다. 1770년 이 섬을 방문한 에스파냐인이 남긴 라파누이어에 대한 기록을 조사한 결과 대부분의 단어나 표현들은 다른 폴리네시아어와 동일한 계열이었으나, 몇 종류의 단어는 알 수 없었다고 한다. 그런 계통 불명의 단어중에는 아래에 나타낼 1부터 10까지의 수사를 포함한다. (괄호 안은 현대 라파누이어의 단어이다.)
1. cojàna (katahi)
2. corena (karua)
3. cogojù (katoru)
4. quirote (kaha)
5. majanà (karima)
6. teùto (kaono)
7. tejèa (kahitu)
8. moroqui (kavau)
9. vijoviri (kaiva)
10. queromata-paùpaca quacaxixiva (kaangaahuru)

일설에 따르면 이 단어들은 수사와는 전혀 관계가 없는 잘못된 것이란 연구도 있다. 에스파냐인들이 서구의 숫자를 현지인들에게 제시했을 때, 현지인들은 본래 의도와는 다른 추상적인 의미를 연상해서 대답했을 것이라는 주장이다. 예를 들어 위에 제시된 수사 8 moroqui는 실제로는 낚시의 미끼로 쓰는 작은 고기인 moroki로 추정되고 있다. 8이라는 숫자의 모양이 이 물고기와 형태상 비슷하기 때문이다. 이 필기와의 초기접촉이 롱고롱고 문자의 발명의 계기가 되었을 가능성이 있다
4년후에 영국인들이 타히티어의 통역을 대동하고 이스텀을 방문했는데, 이 통역은 몇 종류의 폴리네시아어를 이해하고 있었으나, 섬 주민과의 대화는 불가능했다. 이 영국인들도 수사에 대한 기록을 남기고 있는데, 이번에는 폴리네시아어 계열의 단어들이었다. 노르웨이의 탐험가 토르 헤위에르달은 두 종류의 서로 다른 언어가 섬에서 천천히 융합된 것이라고 추정하였다.
옛 라파누이어는 19세기 후반 페루의 노예추방 결과 거의 파괴되었다. 이스터 섬의 주민 다수가 페루인이 운영하는 광산에서 노예로 일하여, 그 대다수가 1860년대에 질병및 가혹한 대우때문에 사망하였고, 1870년대부터 80년대까지 노동력으로 사역시키기 위해 망가레바 섬에 남은 수백명의 다른 이스터 섬 주민들은 부분적으로 타히티어 피진을 쓰기 시작했다. 망가레바 섬에서 살아남은 이민자들이 다시 황폐하게 버려진 이스터 섬으로 돌아왔을 때, 이들이 말하던 타히티어 피진이 현대 라파누이어의 기초가 되었다.
1935년-1969년의 기간 동안 이스터 섬에서 생활한 독일인 선교사 세바스찬 엥글레르트(Sebastian Englert)는 1948년에 그의 저술에 부분적인 라파누이어-에스파냐어 사전을 출판하고 옛 라파누이어의 어휘를 보존하기 위하여 노력했다. 오자 등 많은 오류에도 이 책은 옛 라파누이어 연구의 귀중한 자료이다. 이 책은 현지인의 구전, 실제 회화내용및 풍부한 실례등을 제공하고 있다.
미해독으로 남아 있는 유명한 롱고롱고 문자는 옛 라파누이어로 쓰여진 것으로 추정된다.

## 현대 라파누이어
현대 라파누이어는 VSO형 언어로서 다른 폴리네시아어와 어휘면에서 규칙적인 대응관계에 있다. 동 폴리네시아어중에서는 형태론적으로 마르키스어와 가장 가깝지만, 다른 폴리네시아어에서 소실된 고자음을 비교적 잘 보존하고 있는 점을 비교하면 음운론적으로는 마오리어와 공통부분이 많다.
폴리네시아어의 일반적인 특징으로 비교적 자음의 개수가 적다. 동 폴리네시아어의 특징으로는 성문파열음을 보존하고 있다.
라파누이어에 대한 최근의 가장 중요한 저서로서는 Verónica du Feu의Rapanui (Descriptive Grammar) (ISBN 0-415-00011-4)가 있다.

## 음운

### 홀소리
|        | 전설 | 중설 | 후설 |
| ------ | ---- | ---- | ---- |
| 고모음 | i    |      | u    |
| 중모음 | e    | ə    | o    |
| 저모음 |      | a    |      |

### 닿소리
|        | 순음 | 치경음 | 연구개음 | 성문음 |
| ------ | ---- | ------ | -------- | ------ |
| 비음   | m    | n      | g(/ŋ/)   |        |
| 파열음 | p    | t      | k        | ꞌ(/ʔ/) |
| 마찰음 | v    |        |          | h      |
| 탄음   |      | r(/ɾ/) |          |        |